# Roman Romanow (przedsiębiorca)
Roman Romanow (ros. Роман Романов; ur. 1976) – litewski przedsiębiorca rosyjskiego pochodzenia, od 2005 do 2013 prezes szkockiego klubu piłkarskiego, Heart of Midlothian. W latach 2002–2004 studiował ekonomię na Moskiewskim Uniwersytecie Państwowym.
Jest synem Władimira Romanowa, który był właścicielem klubu ze Szkocji od 1 lutego 2005 roku do 17 czerwca 2013. W szkockim klubie piłkarskim został przyjęty na stanowisko prezesa przez swojego ojca po tym, jak ten został większościowym udziałowcem w klubie. Władimir Romanow stwierdził, iż powyższy krok był tymczasową decyzją, jednak nie nastąpiła w późniejszym terminie żadna zmiana na tym stanowisku.
Na walnym zgromadzeniu około 400 udziałowców klubu zorganizowanym w kwietniu 2008 roku, Roman Romanow stwierdził, że mecze w Szkocji są ustawione tak, by Celtic F.C. i Rangers F.C. były triumfatorami z 30-punktową przewagą punktową nad pozostałymi klubami biorącymi udział w rozgrywkach najwyższej klasy rozgrywek piłkarskich w Szkocji; skrytykował też sędziów, za, jego zdaniem, błędne decyzje wobec Hearts.
Roman Romanow przestał pełnić funkcję prezesa po tym, jak Centralny Bank Litwy zawiesił działalność Ukio bankas, banku, którego także głównym udziałowcem jest jego ojciec. Natomiast w klubie, w związku z nieuregulowanymi długami, wprowadzono zarząd komisaryczny.